# Appellationsgericht

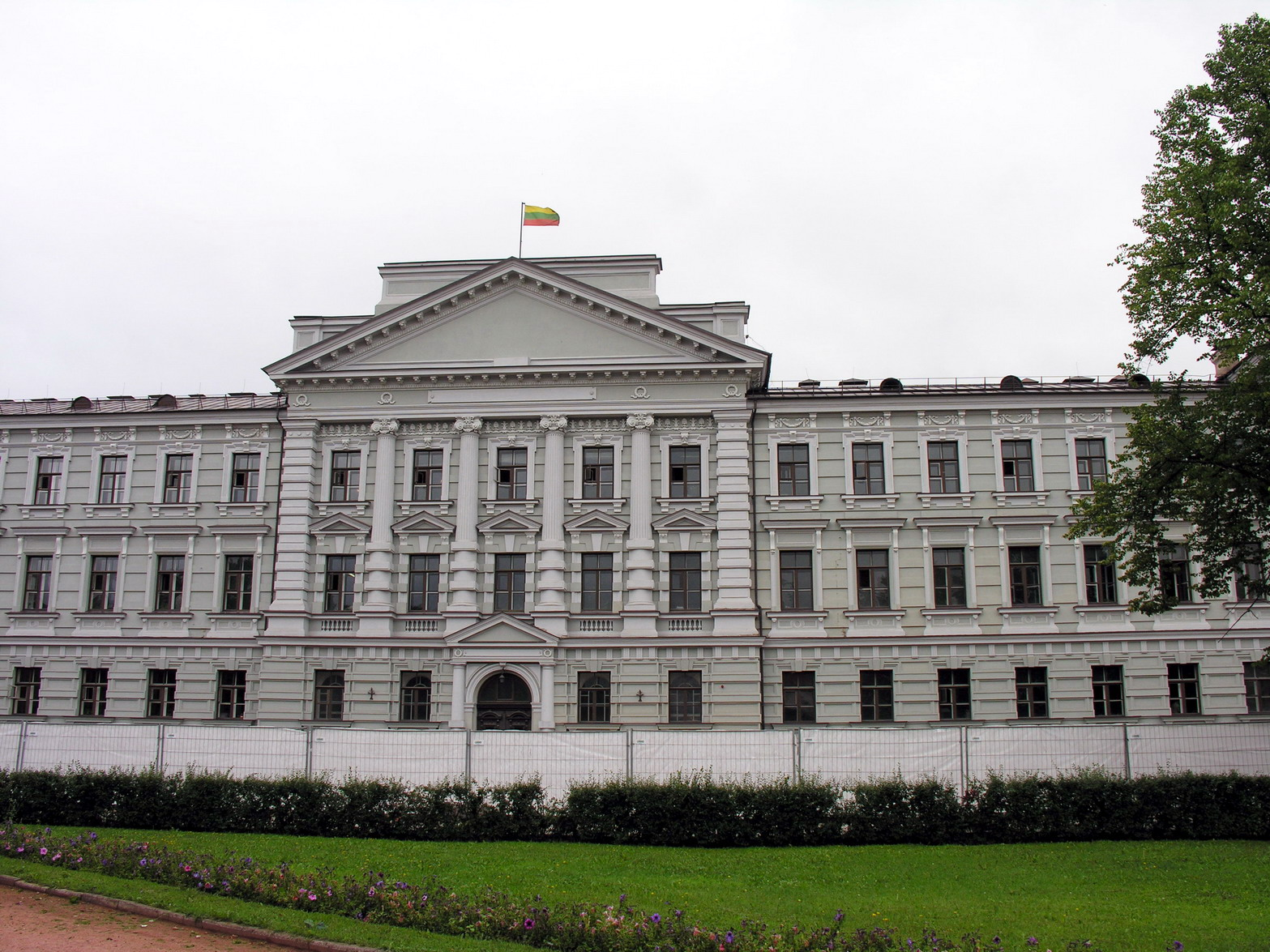
Appellationsgericht Litauens

Ein Appellationsgericht, auch Berufungsgericht genannt, ist ein übergeordnetes Gericht, das über Rechtsbehelfe gegen Entscheidungen untergeordneter Gerichte urteilt, wobei diese zusammenfassend als Appellation bezeichnet werden. Nicht immer ist dies aber eine Berufung im engeren Sinne. Ebenso führen diese Gerichte in verschiedenen Ländern unterschiedliche Bezeichnungen.

## Historisch
Im Alten Reich entstanden Oberappellationsgerichte als letztinstanzliche Gerichte der Kurfürsten, die das Privileg erhielten, dass gegen ihre Rechtsprechung keine Berufung zum Kaiser oder zu den Reichsgerichten mehr möglich war. Ähnliche Privilegien erlangten auch andere Reichsstände, die dann ebenfalls Appellationsgerichte als höchste Instanzen einrichten konnten, deren Rechtsprechung nur noch durch den Landesfürsten kassiert werden konnte. So bestanden beispielsweise in Kursachsen früh mehrstufige Gerichtsbarkeiten, Appellationsmöglichkeiten sowie von 1559 bis 1835 (Ober-)Appellationsgerichte in Dresden und Leipzig.
Mit dem Ende des Reichs entfielen 1806 die übergeordneten reichsunmittelbaren Instanzen und es entwickelte sich eine eigenständige Landesjustiz, in der die Appellationsgerichte meist nach französischem Modell als zweitinstanzliche Spruchkörper eingerichtet wurden. Oberappellationsgerichte sollten in den Staaten des Deutschen Bundes die höchstrichterliche Instanz in Zivil- und Strafsachen bilden. So gab es im Königreich Bayern von 1808 bis 1879 Appellationsgerichte. Diese wurden 1858 durch die Bezirksgerichte als Gerichte zweiter Instanz abgelöst und bildeten dann die Gerichte dritter Instanz. In Preußen bestanden von 1849 bis 1879 Appellationsgerichte als Gerichte zweiter Instanz.

## Germanischer Rechtskreis

### Deutschland
In Deutschland wurden die Bezeichnungen Appellationsgericht(shof) (AG) und Oberappellationsgericht(shof) (OAG) 1877 durch die Reichsjustizgesetze abgeschafft.
Wie in Frankreich findet eine durchgehende Abgrenzung zwischen Berufung und Revision statt, seit Vereinheitlichung der Prozessordnung durch das Gerichtsverfassungsgesetz werden folgende Gerichtsbehörden als Berufungsgerichte bezeichnet und sind zuständig
- in Strafsachen die kleinen Strafkammern der Landgerichte,
- in Zivilsachen die Landgerichte oder Oberlandesgerichte,
- in öffentlich-rechtlichen Sachen die Oberverwaltungsgerichte und die Landessozialgerichte,
- in Arbeitssachen die Landesarbeitsgerichte.

### Österreich
In Österreich sind die Landesgerichte und Oberlandesgerichte zuständig.

### Schweiz
In der Schweiz sind zuständig
- in Straf- und Zivilsachen die Obergerichte, die je nach Kanton auch anders bezeichnet werden (wie Kantonsgericht, Appellationsgericht etc.), siehe dort
- in öffentlich-rechtlichen Sachen die Verwaltungsgerichte (die je nach Kanton auch dem Obergericht resp. Kantonsgericht als entsprechende Abteilung angegliedert sind); hierarchisch ist dabei die Besonderheit zu beachten, dass auf Ebene Kanton die Schweizer Verwaltungsjustiz teilweise eigentlich einstufig ist, d. h. die Schweizer Verwaltungsgerichte sind nur bedingt ein Appellationsgericht, da die unteren Instanzen keine verwaltungsunabhängige Gerichte sind, da sie ggf. gegen die (eigene) kantonale Regierung, der sie unterstehen, entscheiden müssten.
- Im Kanton Basel-Stadt wird das höchste kantonale Gericht als „Appellationsgericht“ bezeichnet.

## Romanischer Rechtskreis

### Frankreich

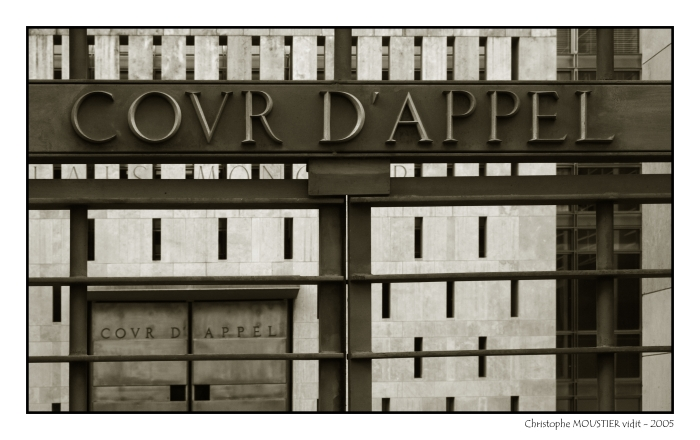
Schriftzug am Eingang zum Berufungsgericht Aix-en-Provence

In der französischen Gerichtsorganisation ist für den zweiten Rechtszug, in dem ein Rechtsstreit ohne Bindung an die Ergebnisse des erstinstanzlichen Verfahrens überprüft wird, praktisch ausschließlich das Berufungsgericht (Cour d’appel) zuständig. Die Bezeichnung wurde mit der Verfassung des Ersten Französischen Kaiserreiches 1804 eingeführt, als die zur Jahrhundertwende geschaffenen Appellationsgerichte (tribunaux d’appel) in Appellationsgerichtshöfe (cours d’appel) umbenannt wurden. Diese gerichtliche Überprüfungsinstanz hatte sich im 18. Jahrhundert aus dem Berufungsrecht an den König von Frankreich als Inhaber der höchsten Gerichtsherrschaft entwickelt. Gegenwärtig existieren in Frankreich 36 Berufungsgerichte unter dieser Bezeichnung.

### Belgien
In Belgien, dessen Rechts- und Justizsystem eng an das französische angelehnt ist, gibt es fünf cours d’appel, die in niederländischer Sprache hof van beroep und in der Rechtsterminologie der Deutschsprachigen Gemeinschaft Ostbelgiens Appellationshof genannt werden.

### Italien
In Italien nennen sich die Berufungsgerichte der ordentlichen Gerichtsbarkeit Corte d’appello (auch Corte di Appello), deutsch Appellationshof resp. Appellationsgerichtshof. In der für Südtirol geltenden normierten Rechtsterminologie für die deutsche Sprache lautet die amtliche Bezeichnung Oberlandesgericht.

### Spanien
Im spanischen Gerichtssystem werden kollegiale Berufungs- und Obergerichte traditionell als Audiencia bezeichnet. Der Nationale Gerichtshof von Spanien (Audiencia Nacional de España) ist als zentrale Berufungsinstanz in besonderen Straf- und Verwaltungssachen dem Obersten Gerichtshof (Tribunal Supremo) untergeordnet. Auf der Ebene der Provinzen ist die Audiencia Provincial als reguläre Berufungsinstanz etwa dem Landgericht im deutschen System vergleichbar und für Straf- und Zivilsachen zuständig. Sie ist zwischen den Juzgados (etwa: Amtsgerichte) als Eingangsinstanz auf Ebene der Bezirke und den Tribunales de Justicia (etwa: Oberlandesgerichte) auf der Ebene der Autonomen Gemeinschaften („Länder“) angesiedelt.

### Hispanoamerika

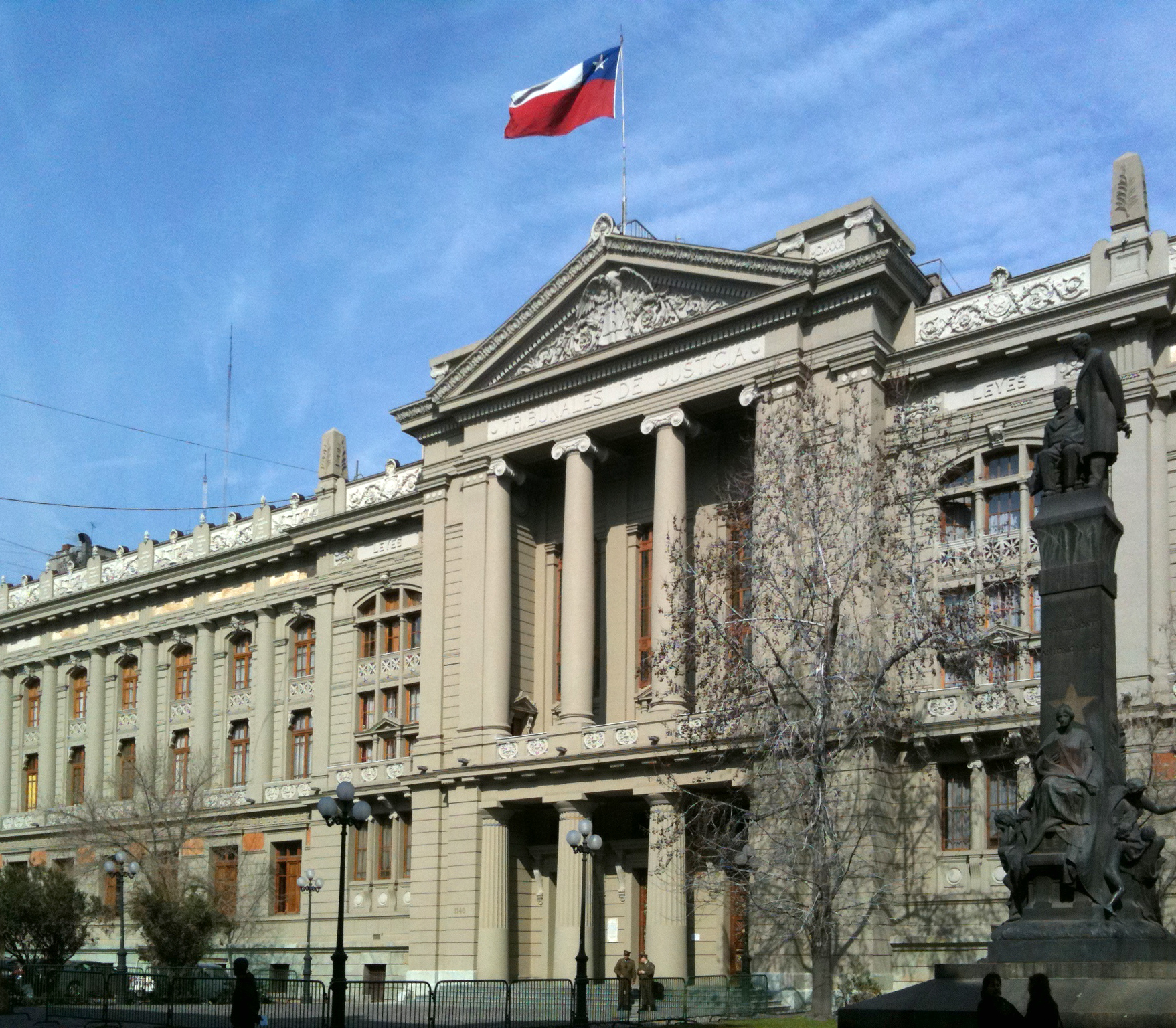
Der Justizpalast von Santiago de Chile, Sitz des Appellationsgerichts Santiago (Corte de Apelaciones de Santiago), das wichtigste der 17 Appellationsgerichte Chiles

Im spanischen Kolonialreich waren die Real Audiencias höchste königliche Gerichts- und Regierungsinstanzen und fungierten auch als Berufungsgerichte. Beim Neuaufbau der Justizsysteme nach den südamerikanischen Unabhängigkeitskriegen orientierten sich die neu entstandenen Staaten Hispanoamerikas auch sprachlich an US-amerikanischen und französischen Vorbildern und vermieden die an die Kolonialzeit erinnernde Bezeichnung Audiencia weitestgehend. Stattdessen wurde für Berufungsgerichte vielfach die Bezeichnung Appellationsgericht (Tribunal de Apelaciones) oder Appellationsgerichtshof (Corte de Apelaciones) gewählt, die bis heute in mehreren spanischsprachigen Ländern außerhalb Spaniens in dieser und ähnlichen Formen benutzt werden, so etwa in Argentinien, wo auf Bundesebene die Bundesappellationskammer (Cámara Federal de Apelaciones) existiert; in Chile, der Dominikanischen Republik, Guatemala, Honduras und Venezuela (Cortes de Apelaciones); in Nicaragua (Tribunal de Apelación) und in Uruguay (Tribunal de Apelaciones).

## Gemischt römisch-germanischer Rechtskreis

### Baltikum
In Vilnius amtiert das 1994 errichtete Appellationsgericht Litauens.

## Nordischer Rechtskreis
Zu den ältesten Appellationsgerichten Europas gehören die im 17. Jahrhundert im Schwedischen Reich aufgebauten Gerichte, darunter das von König Gustav II. Adolf 1623 in Finnland errichtete und heute noch bestehende Berufungsgericht Turku (finnisch Turun hovioikeus). Auch im eigentlichen Schweden schuf Gustav Adolf zusammen mit seinem Kanzler Axel Oxenstierna ein weitgehend unabhängiges Gerichtssystem, an dessen Spitze als königliches Obergericht und Appellationsinstanz das 1614 gegründete Svea hovrätt (Hofgericht) stand, das heute als eines von sechs schwedischen hovrätter die Aufgaben eines Appellationsgerichts (vergleichbar den Oberlandesgerichten anderer Länder) wahrnimmt.

## Anglo-Amerikanischer Rechtskreis (Common Law)
In den meisten englischsprachigen Ländern werden die Appellationsgerichte Court of Appeal oder auch Supreme Court genannt.

### Großbritannien und Irland
So ist der 1875 gegründete His Majesty’s Court of Appeal in England für England und Wales zuständig, His Majesty’s Court of Appeal in Ireland für Nordirland. Seit 2015 gibt es in Schottland den Sheriff Appeal Court. Seit 1924 besteht der irische Supreme Court, der bis 2013 für Appellationssachen des High Courts zuständig war. Seit Oktober 2014 besteht in Irland der Court of Appeal.

### USA
In den Vereinigten Staaten von Amerika führen die Appellationsgerichte des Bundes die Bezeichnung United States Court of Appeals, in den Bundesstaaten meist Court of Appeals.